# روكو سيفريدي
روكو سيفريدي (بالإيطالية: Rocco Siffredi)‏ (مواليد 4 مايو 1964 في أورتونا، إيطاليا)، هو ممثل ومخرج ومنتج أفلام إباحية إيطالي. عُرف بتمثيل الأفلام من نوع بي دي إس إم (السادية). وقال بأنه شارك بأكثر من 1300 فيلم إباحي.
أخذ روكو اسمه من الفيلم الفرنسي بورسالينو لدور الممثل آلان ديلون الذي كان اسمه بالفيلم روش سيفريدي. كما يُلقب بالحصان الإيطالي. يدعوا سيفريدي لتدريس مادة الثقافة الجنسية في المدارس الإيطالية بشكل إجباري، وهو مُهتم أيضاً بالعمل كمدرس للمادة.

## مسيرته الفنية
خلال نهاية ثمانينيات القرن العشرون بدأت مسيرة روكو سيفريدي في مجال السينما الإباحية. في تلك الفترة، جسّد الممثل العديد من الأدوار، وهو ما جعله يتألق يوما بعد يوم. ليتحول مع الوقت وبسرعة إلى أسطورة عالم “سينما الكبار”. البعض اعتبر أنّ تألق سيفريدي يعود إلى طبيعة جسمه وأناقته المثيرة للإعجاب، التي تعدّ معيارا هاما لتحقيق أي نجاح في السينما.

## وصلات خارجية
- الموقع الرسمي
- روكو سيفريدي على موقع IMDb (الإنجليزية)
- روكو سيفريدي على موقع ميتاكريتيك (الإنجليزية)
- روكو سيفريدي على موقع روتن توميتوز (الإنجليزية)
- روكو سيفريدي على موقع ألو سيني (الفرنسية)
- روكو سيفريدي على موقع ميوزك برينز (الإنجليزية)
- روكو سيفريدي على موقع تيرنر كلاسيك موفيز (الإنجليزية)
- روكو سيفريدي على موقع أول موفي (الإنجليزية)
- روكو سيفريدي على موقع قاعدة بيانات الأفلام السويدية (السويدية)
- روكو سيفريدي على موقع إن إن دي بي (الإنجليزية)
- روكو سيفريدي على موقع قاعدة بيانات الفيلم (الإنجليزية)